# Banyuwangi (onderdistrict)
Banyuwangi, vroeger ook Banjuwangi of Banjoewangi genoemd, is een stad gelegen in de provincie Oost-Java op het meest oostelijke puntje van het eiland Java, Indonesië. De stad is de hoofdstad van het gelijknamige regentschap. Banyuwangi is gelegen aan de Straat Bali, daarom gaan er hiervandaan veel veerboten naar Gilimanuk op Bali. De naam betekent welriekend water" in het Javaans.
Er wonen 102.000 mensen (2001) en de meeste inwoners spreken Basa Osing (mix van Javaans en Balinees) in plaats van Javaans.

## Geschiedenis
Aan deze plaats is een stichtingslegende verbonden uit de hindoeïstische periode. Hierin spelen de elementen jaloezie, liefde en moord alsmede de zoektocht naar een heilige bloem een rol. Hierdoor werd de rivier welriekend (geurig) en wilden de mensen er zich vestigen.

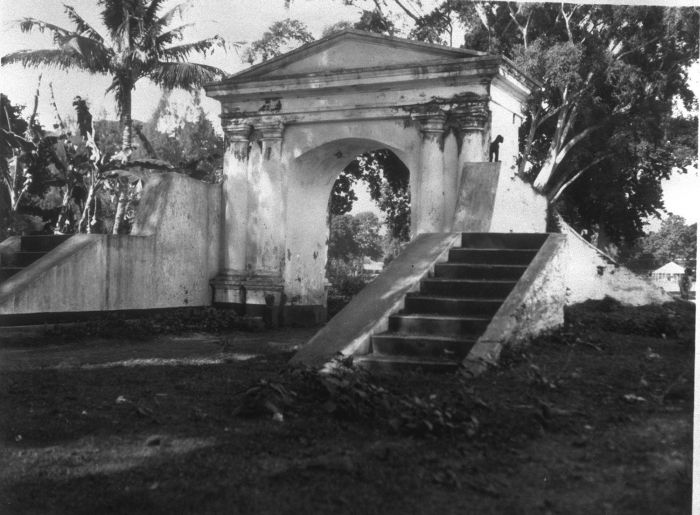
De poort van het gesloopte Fort Utrecht
(1927-1929), Wereldmuseum Amsterdam

In 1777 werd hier door de VOC het Fort Utrecht gesticht; mede van hieruit hield de VOC de zelfstandige Balinese vorsten in de gaten, waarmee handelsbetrekkingen waren. Tijdens het Engels tussenbestuur van Nederlands-Indië waren er ongeregeldheden met de Balinese inwoners van Banjoewangi, wat de Engelsen onder leiding van generaal Nightingale een reden gaf om Bali in mei 1814 binnen te vallen en een schadevergoeding op te eisen alsmede enkele gijzelaars mee te nemen.
Vanuit deze plaats werd in 1871 de telegraafkabel (Singapore - Batavia - Banjoewangi) verlengd naar Australië (Port Darwin).
In Banjoewangi werd de eerste ijsfabriek van Indonesië gebouwd. Tussen 1918 en 1922 was het de woonplaats van de journalist Willem Walraven, die er ook in 1943 tijdens de Japanse bezetting van Nederlands-Indië in een interneringskamp overleed.

## Geboren
- Harmanus Everhardus Haak (1897-1957), politicus
- Ruud Pronk (1931-2016), jazzdrummer

## Galerij

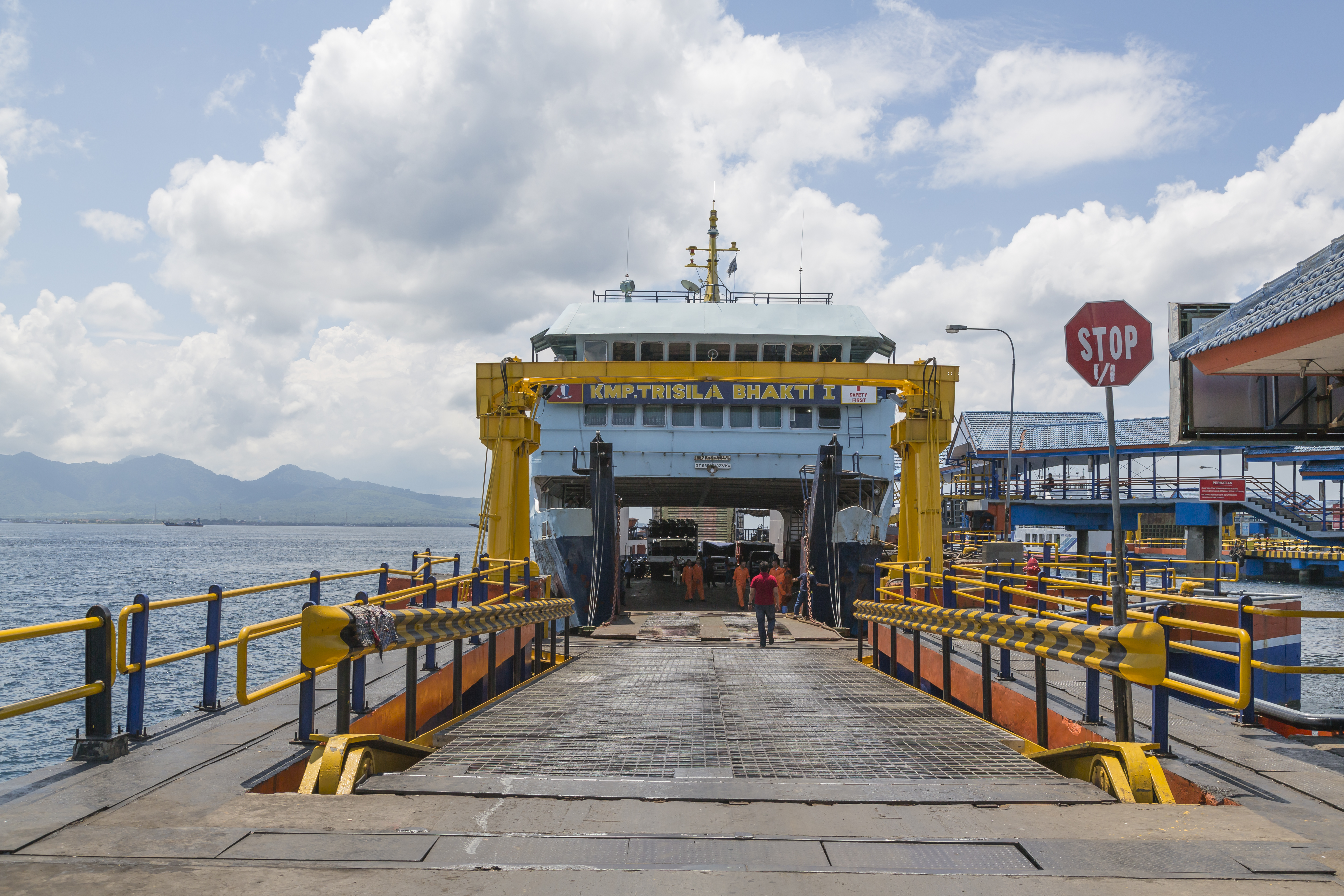
Veerdienst van Banyuwangi
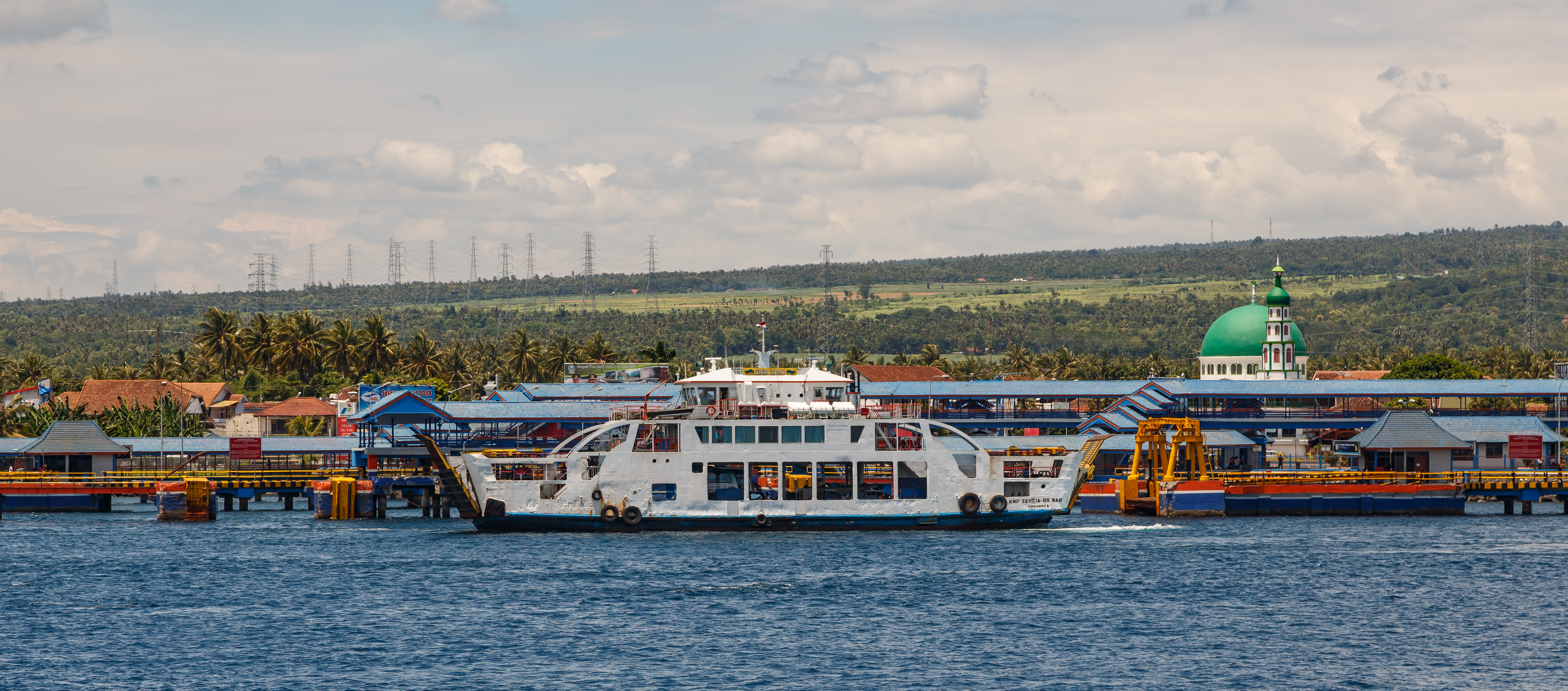
De veerboot op de Straat van Bali
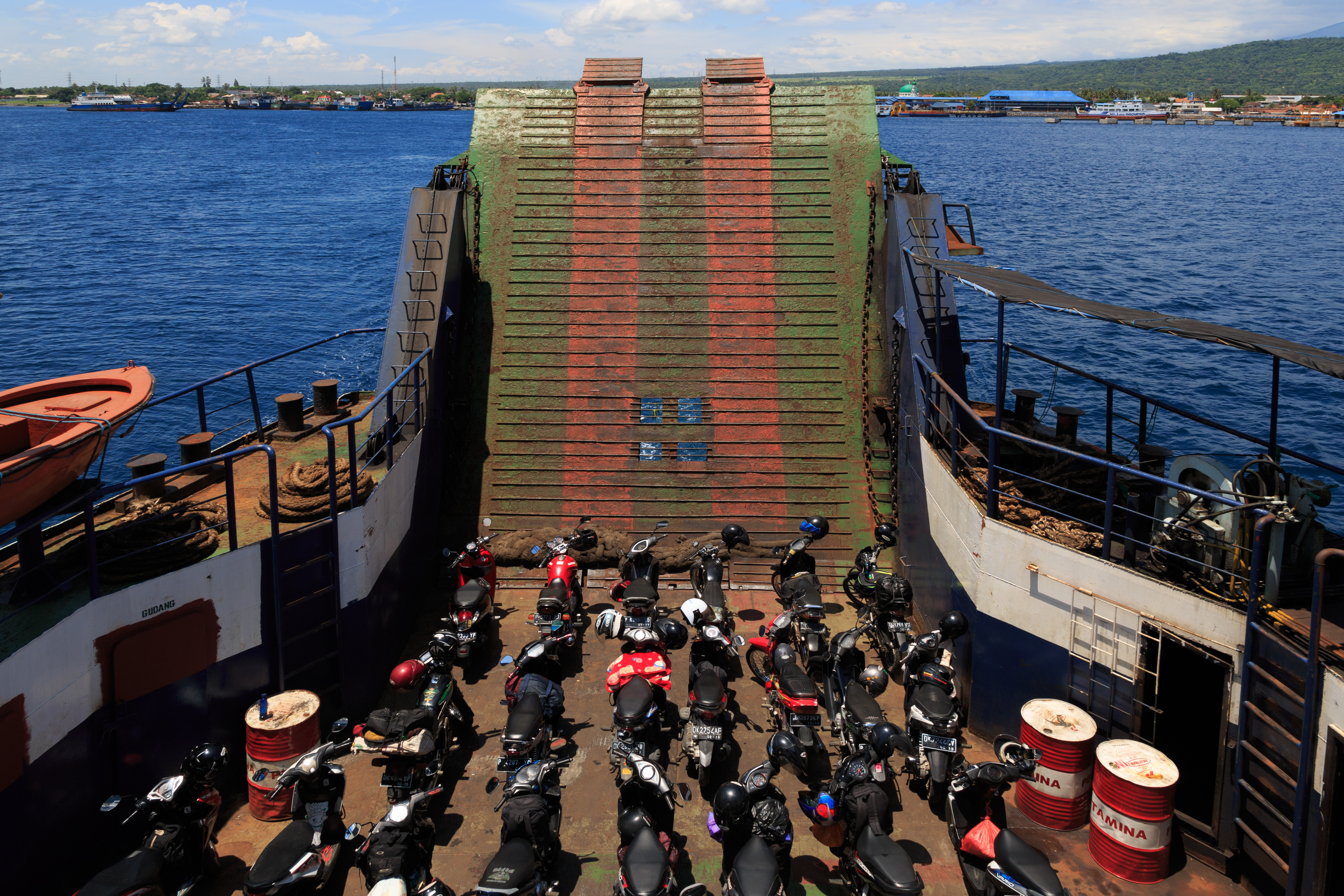
Op de veerboot